# Бороздчатобрюхие
Бороздчатобрю́хие, или соленога́стры, или беспанцирные, или желобобрюхие (лат. Solenogastres), — класс моллюсков, в который включают около 180 видов и 24 семейства. По другой классификации, включающей класс боконервных моллюсков (Aplacophora), ему соответствует подкласс Neomeniomorpha этого класса.

## Название
Латинское название класса Solenogastres происходит от греческих корней: σωλήν — «канал», «трубка» и γαστήρ — «брюхо».

## Строение
Длина тела может составлять от нескольких миллиметров до 30 см. Тело продолговатой формы, круглое на поперечном срезе. Имеется продольное медиовентральное углубление — брюшная борозда, снабжённая ресничками. Редуцированная нога представлена гребнем, проходящим вдоль продольной бороздки посередине тела. На переднем конце ноги есть педальная ямка. Мантийная полость располагается субтерминально, жабры отсутствуют, хотя у некоторых видов имеются особые складки, которые могут участвовать в дыхании. В кутикуле, покрывающей тело, располагаются известковые шипы и чешуи. Под кутикулой располагается слабо выраженный кожно-мускульный мешок, нередко он полностью редуцируется с брюшной стороны. В области передней кишки, а также в брюшной борозде расположено много желёз, секретирующих слизь, по которой моллюск скользит с помощью ресничек.
У ряда представителей передняя кишка преобразована в насос, высасывающий гидроидных полипов и пищевые частицы с субстрата. Радула нередко двурядная и функционирует как пинцет, хотя у трети видов радула редуцирована. Пищеварение происходит в средней кишке, лишённой желёз. Органов выделения нет, но в фекалиях обнаружены клетки-нефроциты, которые выводят из тела мочевую кислоту и пигментные гранулы. Кровеносная система незамкнутая и в целом устроена так же, как у ямкохвостых моллюсков.

## Размножение и развитие
Гермафродиты с парными дорсомедианными гонадами. Гаметы выводятся в перикард, а оттуда по гонодуктам в мантийную полость. Часто встречается протоандрия. У молодых особей, которые выступают как самцы, гонодукты могут выворачиваться и использоваться как копулятивные органы. Имеются семяприёмники, семенные пузырьки и спикулы, которые нужны для стимуляции партнёра при копуляции, как любовные стрелы у некоторых брюхоногих моллюсков.
Оплодотворение внутреннее. Дробление спиральное, неравномерное, гаструляция идёт по механизму иммиграции. Эмбрион окружается чехлом из крупных покровных клеток и превращается в перикалимму. У некоторых видов развивается трохофорная личинка, а у представителей с выводковой камерой в мантийной полости развивается упрощённая перикалимма. При метаморфозе личинка вытягивается вдоль продольной оси, и рот и анус занимают субтерминальное положение.

## Местообитание и образ жизни
Бороздчатобрюхие — медлительные организмы, либо ползают по выделяемой слизи, либо роются в донных осадках. Многие виды обитают на колониях коралловых и гидроидных полипов, которыми некоторые хищные представители также и питаются. Об их географическом распространении известно мало. Встречаются от сублиторали до глубины 4000 м.

## Классификация
На февраль 2021 года в класс включают 24 семейства без выделения между ними таксонов других рангов:
- Acanthomeniidae Salvini-Plawen, 1978
- Amphimeniidae Salvini-Plawen, 1972
- Apodomeniidae Kocot, Todt, N. T. Mikkelsen & Halanych, 2019
- Dondersiidae Simroth, 1893
- Drepanomeniidae Salvini-Plawen, 1978
- Epimeniidae Salvini-Plawen, 1978
- Gymnomeniidae Odhner, 1920
- Hemimeniidae Salvini-Plawen, 1978
- Heteroherpiidae Salvini-Plawen, 1978
- Imeroherpiidae Salvini-Plawen, 1978
- Lepidomeniidae Pruvot, 1902
- Macellomeniidae Salvini-Plawen, 1978
- Meiomeniidae Salvini-Plawen, 1985
- Neomeniidae Ihering, 1876
- Notomeniidae Salvini-Plawen, 2004
- Phyllomeniidae Salvini-Plawen, 1978
- Proneomeniidae Mitchell, 1892
- Pruvotinidae Heath, 1911
- Rhipidoherpiidae Salvini-Plawen, 1978
- Rhopalomeniidae Salvini-Plawen, 1978
- Sandalomeniidae Salvini-Plawen, 1978
- Simrothiellidae Salvini-Plawen, 1978
- Strophomeniidae Salvini-Plawen, 1978
- Syngenoherpiidae Salvini-Plawen, 1978

Ранее бороздчатобрюхих делили на 2 надотряда: Aplotegmentaria и Pachytegmentaria, но позже они были признаны немонофилитическими группами и удалены из классификации.